# Dark at the End of the Tunnel
Dark at the End of the Tunnel è il settimo album in studio del gruppo musicale statunitense Oingo Boingo, pubblicato nel 1990.

## Tracce
Testi e musiche di Danny Elfman.
1. When the Lights Go Out – 4:11
2. Skin – 4:43
3. Out of Control – 4:12
4. Glory Be – 5:03
5. Long Breakdown – 4:39
6. Flesh 'N Blood – 4:19
7. Run Away (The Escape Song) – 4:20
8. Dream Somehow – 4:39
9. Is This – 3:27
10. Right to Know (bonus track) – 3:58
11. Try to Believe – 4:33